# شبدرهای سرخسی
شبدرهای سرخسی (نام علمی: Biophytum) نام یک سرده از تیره شبدرترشکیان است.